# Hilara baculifer
Hilara baculifer är en tvåvingeart som beskrevs av Axel Leonard Melander 1902. Hilara baculifer ingår i släktet Hilara och familjen dansflugor. Inga underarter finns listade i Catalogue of Life.